# جی. گوردون ادواردز
جِی. گوردون ادواردز (انگلیسی: J. Gordon Edwards؛ ۲۴ ژوئن ۱۸۶۷ – ۳۱ دسامبر ۱۹۲۵) کارگردان، تهیه‌کننده و فیلم‌نامه‌نویس اهل کانادا بود.

## فیلم‌شناسی
- آنا کارنینا (۱۹۱۵)
- رومئو و ژولیت (۱۹۱۶)
- مادام دو باری (۱۹۱۷)
- با تمام وجود و توان (۱۹۱۷)
- کلئوپاترا (۱۹۱۷)
- کمیل (۱۹۱۷)
- سالومه (۱۹۱۸)
- ملکه سبا (۱۹۲۱)
- نرون (۱۹۲۲)